# Matteo 12

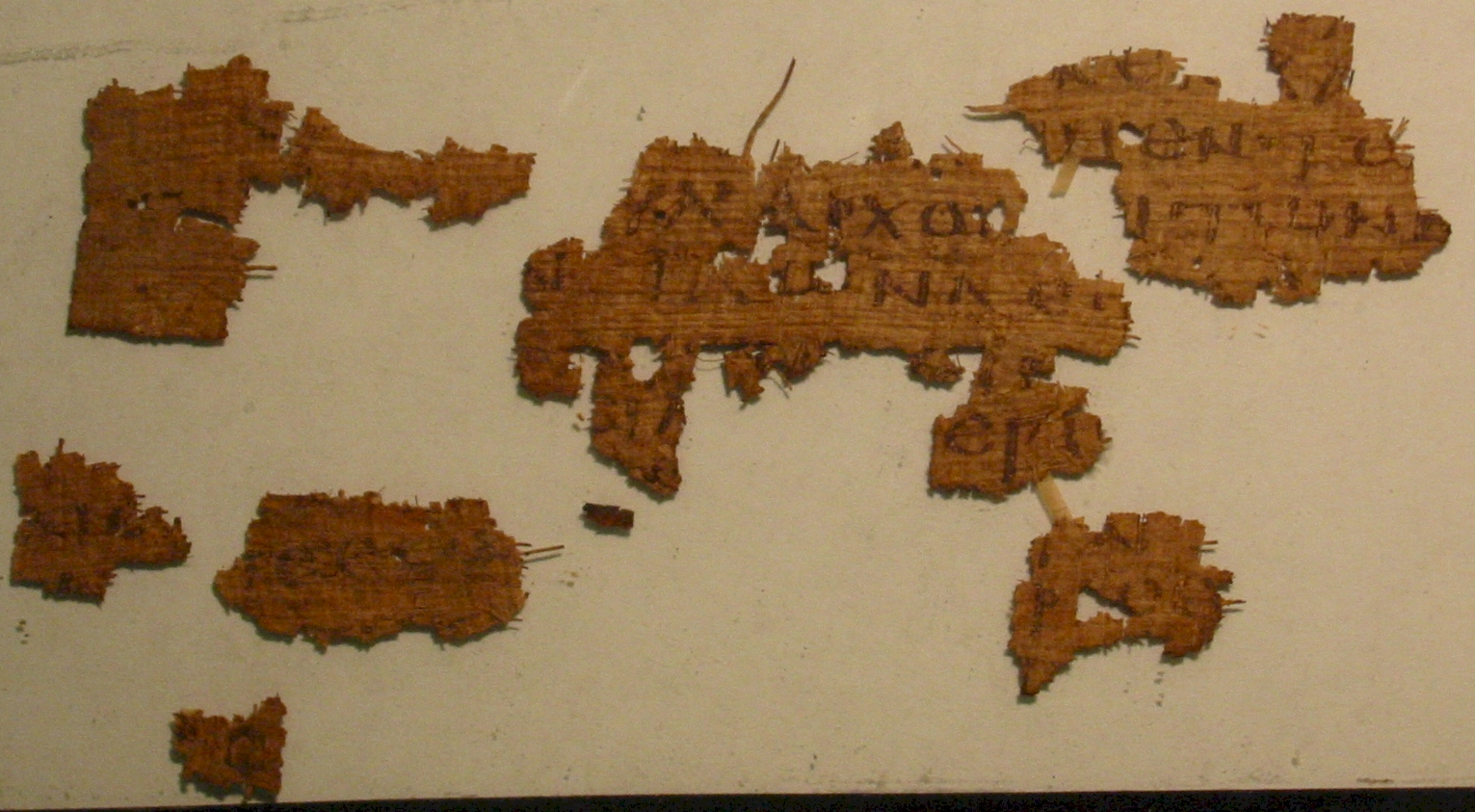
Matteo 12,24-26 sul Papiro 21, III secolo.

Matteo 12 è il dodicesimo capitolo del vangelo secondo Matteo nel Nuovo Testamento. Esso contiene la continuazione della narrazione del ministero di Gesù in Galilea.

## Testo
Il testo originale era scritto in greco antico. Il capitolo è diviso in 50 versetti.

### Testimonianze scritte
Tra le principali testimonianze documentali di questo capitolo vi sono:
- Papiro 21 (III secolo; versetti 24-26, 32-33)
- Papiro 70 (III secolo; versetti 26-27)
- Codex Vaticanus (325-350)
- Codex Sinaiticus (330-360; completo)
- Codex Bezae (~400)
- Codex Washingtonianus (~400)
- Codex Ephraemi Rescriptus (~450; completo)
- Codex Purpureus Rossanensis (VI secolo)
- Codex Petropolitanus Purpureus (VI secolo; versetti 1-39)

## Struttura
Il capitolo può essere diviso nel seguente modo:
- Matteo 12,1-8 = Gesù signore del sabato (Marco 2,23-28; Luca 6,1-5)
- Matteo 12,9-14 = Guarigione dell'uomo con la mano paralizzata (Marco 3,1-6; Luca 6,6-11)
- Matteo 12,15-21 = Il servo prescelto (Isaia 53)
- Matteo 12,22-28 = Esorcismo dell'uomo cieco e muto (Marco 3,20-26; Luca 11,14-20)
- Matteo 12,29 = Parabola dell'uomo forte (Marco 3,27; Luca 11,21-22)
- Matteo 12,30 = Chi non è con me è contro di me (Marco 9)
- Matteo 12,31-32 = Peccato eterno (Marco 3,28-30; Luca 11,23)
- Matteo 12,33-37 = L'albero e i suoi frutti (Luca 6,43-45)
- Matteo 12,38-42 = Richiesta di un segno (Luca 11,29-32; Giona 2,1)
- Matteo 12,43-45 = Il ritorno dello Spirito Santo (Luca 11,24-26)
- Matteo 12,46-50 = I veri parenti di Gesù (Marco 3,31-35; Luca 8,19-21)

## Versetto 1
In quel tempo Gesù passò tra le messi in giorno di sabato, e i suoi discepoli ebbero fame e cominciarono a cogliere spighe e le mangiavano.
Il teologo protestante tedesco Heinrich Meyer ha notato come in questo passo non vi siano accuse di furto: "ognuno era autorizzato a prendere ... il grano dal campo del vicino fin quando ne sarà soddisfatto" secondo quanto citato in Deuteronomio 23,25:
Quando entri nel campo di grano del tuo vicino, potrai coglierne delle spighe con la mano; ma non userai la falce nel campo di grano del tuo vicino».
La legge mosaica lasciava questo punto oscuro per quanto riguarda il sabato.

## Adempimento della profezia di Isaia
Matteo riporta che Gesù mentre si ritirava dalle città della Galilea ordinò a quanti lo seguivano di non divulgare ancora quanto egli aveva detto  affinché si compisse quanto profetizzato da Isaia. I versetti che seguono citano infatti pedissequamente il Libro di Isaia nella versione dei Septuaginta. Una differenza rispetto alla versione ebraica si trova al versetto 21 (Isaia 42,4).
Nella tradizione dalla versione ebraica, si legge:
e le coste attenderanno la Sua legge
Nella versione dei Septuaginta e nel vangelo di Matteo, si legge:
ed il suo nome sarà verità tra i pagani.

### Versetti 17–21
affinché si adempisse quanto era stato detto per bocca del profeta Isaia:
«Ecco il mio servitore che ho scelto; il mio diletto, in cui l'anima mia si è compiaciuta.
Io metterò lo Spirito mio sopra di lui,
ed egli annuncerà la giustizia alle genti.
Non contenderà, né griderà
e nessuno udrà la sua voce sulle piazze.
Egli non triterà la canna rotta
e non spegnerà il lucignolo fumante,
finché non abbia fatto trionfare la giustizia.
E nel nome di lui le genti spereranno».
I versetti 18-21 sono una citazione di Isaia 42,1-4.

## La parola oziosa
Il teologo Albert Barnes ha descritto come la "parola oziosa" (Matteo 12,36) sia da tradurre letteralmente come "vana, senza pensiero, inutile; una parola che non porta a nulla di buono", ma dice anche che in quel contesto significa "cattiva, ingiuriosa, falsa [o] piena di malizia". La versione originale in lingua greca porta il contrasto tra ρημα αργον, rhēma argon, parole oziose o suoni, ed il successivo bisogno di ἀποδώσουσιν περὶ αὐτοῦ λόγον, apodōsousin peri autou logon, ovvero provvedere ad un resoconto importante per il giorno del giudizio.